# Гег-Ерсберг
Гег-Ерсберг (нім. Häg-Ehrsberg) — громада в Німеччині, знаходиться в землі Баден-Вюртемберг. Підпорядковується адміністративному округу Фрайбург. Входить до складу району Леррах.
Площа — 25,03 км2. Населення становить 829 ос. (станом на 31 грудня 2020).